# Marco Antonio Rubio
Marco Antonio Rubio (* 16. Juni 1980 in Gómez Palacio, Durango, Mexiko) ist ein ehemaliger mexikanischer Profiboxer. Er war 2009 (WBO/WBC), 2012 (WBC) und 2014 (WBC/WBA/IBO) jeweils WM-Herausforderer im Mittelgewicht.

## Boxkarriere
Marco Antonio Rubio begann seine Profikarriere 2000 in Mexiko und gewann 34 seiner ersten 37 Kämpfe, davon 30 vorzeitig. Neben einem Unentschieden gegen Julio De la Cruz, erlitt er nur 2 Niederlagen gegen Saúl Román, den er in einem Rückkampf besiegte, sowie Kofi Jantuah. Seinen bis dahin bedeutendsten Gegner, Frankie Randall, besiegte er im Januar 2005 durch K. o. in der zweiten Runde. Am 6. Mai 2006 konnte er in Las Vegas in einem WBC-Ausscheidungskampf im Halbmittelgewicht gegen Kassim Ouma boxen, verlor jedoch durch geteilte Punktentscheidung. Auch seinen nächsten Kampf im September 2006 in Kiew verlor er nach Punkten gegen Saurbek Baissangurow.
Nach einem Wechsel in das Mittelgewicht gewann er 9 Kämpfe in Folge, im letzten bezwang er dabei Enrique Ornelas in einer WBC-Ausscheidung um den Platz des Pflichtherausforderers. Daraufhin boxte er am 21. Februar 2009 in Youngstown (Ohio) um den WBC- und auch WBO-Weltmeistertitel im Mittelgewicht, verlor jedoch durch TKO in Runde 9 gegen den Titelträger Kelly Pavlik.
Durch 10 folgende Siege, 9 davon vorzeitig, wobei er im April 2011 auch David Lemieux durch TKO schlug, konnte er am 4. Februar 2012 in San Antonio erneut als Pflichtherausforderer um den WBC-Weltmeistertitel boxen, verlor jedoch nach Punkten gegen den neuen Titelträger Julio Chávez junior.
In seinen folgenden 6 Kämpfen, die er alle gewinnen konnte, 5 davon vorzeitig, siegte er unter anderem gegen Carlos Baldomir und Domenico Spada, wodurch er WBC-Interimsweltmeister wurde. Dadurch konnte er am 18. Oktober 2014 in Carson (Kalifornien) gegen den WBC-, WBA- und IBO-Weltmeister Gennadi Golowkin antreten, dem er durch K. o. in der zweiten Runde unterlag.
Nach dieser Niederlage kehrte er erst im September 2015 in den Ring zurück und verlor seinen letzten Kampf nach Punkten gegen Anthony Dirrell.